# 432 Park Avenue
432 Park Avenue är en skyskrapa som ligger i stadsdelen Billionaires' Row på Manhattan i New York, New York i USA. Byggnationen började 2011 och skrapan stod klar 2015.
Byggnaden har en höjd på 425,5 meter upp till taket och med 85 våningar ovan jord. Det är därmed den sjätte högsta byggnaden i USA, efter One World Trade Center, Willis Tower, 111 West 57th Street, Empire State Building och One Vanderbilt om man ser till totalhöjd med eventuella antenner/tornspiror.
Byggnaden, som är designad av Rafael Viñoly, består enbart av bostäder med bra utsikt över staden och Central Park. Den står på samma plats som hotellet Drake Hotel tidigare stod.